# Eurofly Service
La Eurofly Service è stata una compagnia aerea dedicata ai voli privati e all'aero-taxi con base e sede presso l'aeroporto di Torino-Caselle. Operava frequentemente per conto della società Olivetti di Ivrea.

## Storia
La compagnia fu fondata nel 1978. Interruppe le attività nel 2019.

## Flotta
La flotta della Eurofly Service era composta dai seguenti velivoli: